# Constitution grecque de 1973
Constitution de 1968 Constitution de 1975 (actuelle)
La constitution grecque de 1973, en grec moderne : Ελληνικό Σύνταγμα του 1973,  est une version modifiée de la constitution grecque de 1968 (qui n'a jamais été entièrement promulguée) par le dictateur grec Geórgios Papadópoulos, dans le but d'abolir la monarchie grecque (en). La réécriture de la constitution de 1968 par Geórgios Papadópoulos remplace les termes « monarchie parlementaire » et « roi » par « démocratie républicaine » et « président de la Grèce ». La constitution est promulguée dans le cadre de la tentative ratée de Geórgios Papadópoulos de libéraliser son régime, mais, comme celle 1968, qui la précède, elle n'est jamais pleinement appliquée.

## Contexte
Au début de 1973, le régime de Geórgios Papadópoulos connaît pour la première fois des protestations organisées contre son gouvernement dictatorial. En février 1973, le soulèvement des étudiants de la faculté de droit commence lorsque les étudiants en droit occupent la faculté de droit d'Athènes pour protester contre les dictateurs et été un précurseur du soulèvement de l'École polytechnique d'Athènes. L'agitation publique contre le régime est suivie d'une tentative de coup d'État contre Geórgios Papadópoulos organisée par la marine grecque.